# Gerard Woodley
Pour les articles homonymes, voir Woodley.
Gerard Woodley est un New-Yorkais né en 1970 et mort le 24 juin 2016 à l'âge de 46 ans. 
Il est connu comme étant le principal suspect du meurtre du rappeur Big L, commis le 15 février 1999. D'après le lieutenant de police de New York, Ellen Caniglia "il s'agirait de représailles pour quelque chose que le frère de Big L aurait fait, ou que Woodley aurait cru qu'il ait fait".
Ce dernier est également impliqué dans deux autres homicides survenu en 1990 et 1996, mais n'a jamais pu être inculpé dans aucune des trois affaires faute de preuves.
Le 24 juin 2016, Woodley est tué de trois balles de calibre 25 au dos et la tête dans une rue de Harlem. Aucun lien entre sa mort et l'assassinat de Big L n'a pu être établi. 
Le rappeur Cam'ron crée la polémique quelques jours après en assistant aux funérailles de Woodley,, le meurtrier présumé de son ancien ami Big L.